# 12 valents
12 valents (títol original en anglès, 12 Strong) és una pel·lícula d'acció bèl·lica estatunidenca de 2018 dirigida per Nicolai Fuglsig i escrita per Ted Tally i Peter Craig. La pel·lícula està basada en el llibre de no-ficció de Doug Stanton Horse Soldiers, que explica la història de les forces especials de l'Exèrcit dels Estats Units d'Amèrica enviades a l'Afganistan immediatament després dels atemptats de l'11 de setembre de 2001 i fins a la caiguda de Mazar-e Xarif. La pel·lícula és protagonitzada per Chris Hemsworth, Michael Shannon, Michael Peña, Navid Negahban, Trevante Rhodes, Geoff Stults, Thad Luckinbill, Ben O'Toole, William Fichtner i Rob Riggle. S'ha doblat al català per TV3.
El rodatge principal va començar el gener de 2017 a Nou Mèxic. La pel·lícula es va estrenar als Estats Units el 19 de gener de 2018 a càrrec de Warner Bros. Pictures, als cinemes estàndards i IMAX. Va rebre crítiques en diversos sentits, que van elogiar el repartiment i l'acció, però van criticar l'execució convencional i la manca de retrospectiva de la guerra a l'Afganistan.